# New Castle, Virginia
New Castle är administrativ huvudort i Craig County i Virginia. Ortnamnet stavades ursprungligen Newcastle. Vid 2010 års folkräkning hade New Castle 153 invånare.